# José Nasazzi
José Nasazzi Yarza (Montevideo, 24 maggio 1901 – Montevideo, 17 giugno 1968) è stato un allenatore di calcio e calciatore uruguaiano, di ruolo difensore. Campione del Mondo nel 1930, sudamericano nel 1923, 1924, 1926 e 1935, e olimpico nel 1924 e 1928 con la nazionale uruguaiana. È tuttora considerato uno dei difensori più forti della storia del calcio.

## Biografia
Per mantenersi lavorava scolpendo il marmo.

## Caratteristiche tecniche
Terzino destro che poteva giocare anche come difensore centrale, Nasazzi era il leader e capitano dell'Uruguay, molto forte fisicamente e insuperabile nel gioco aereo.

## Carriera

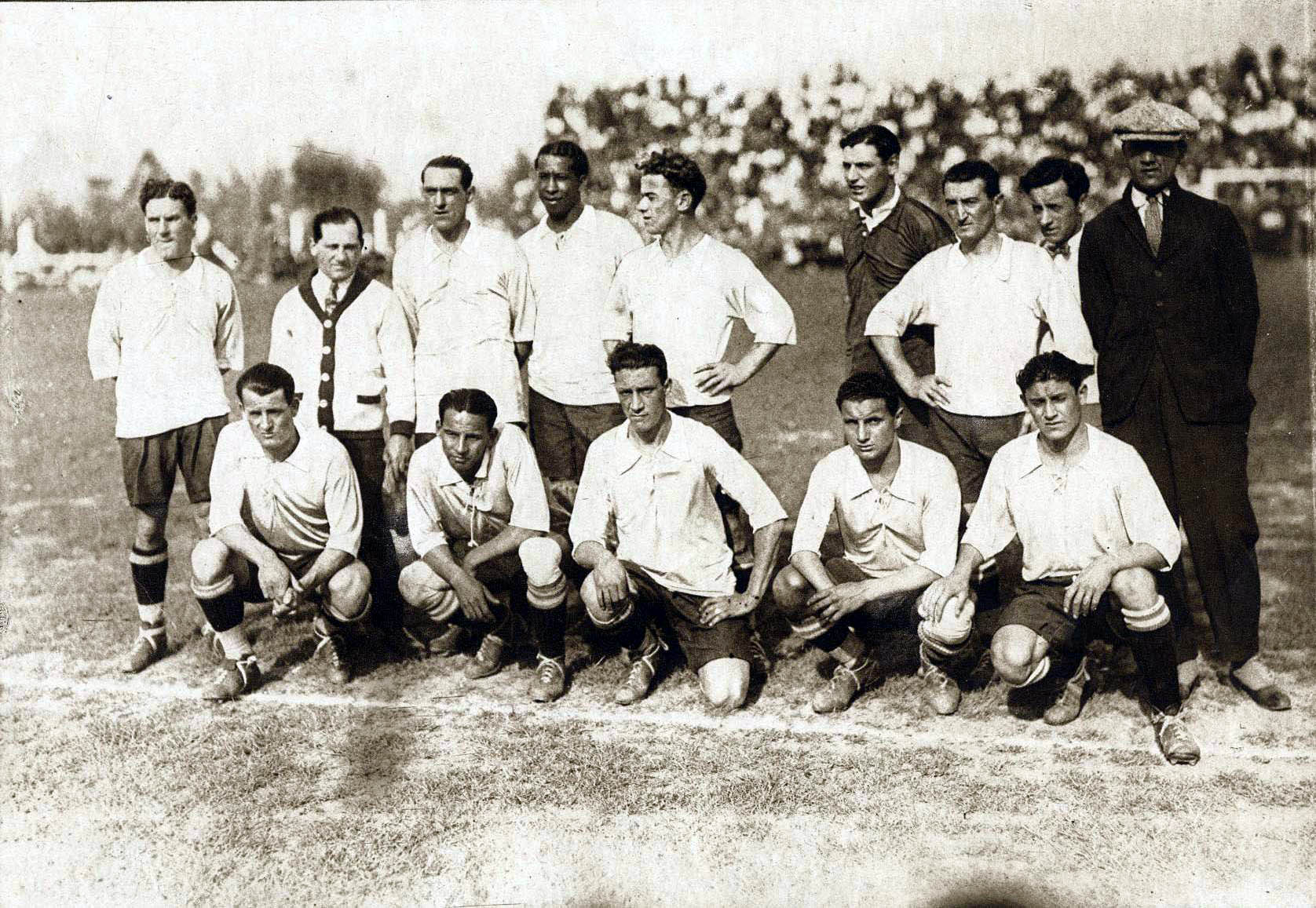
Nasazzi con l'Uruguay nel 1926

Nato da madre basca e da padre italiano di Esino Lario, Nasazzi, soprannominato El terrible ed El gran mariscal ("il gran maresciallo"), fu terzino destro attivo per oltre 20 anni. Dal 1917 al 1937 totalizzò ben 850 presenze nel campionato uruguaiano, primato tutt'oggi imbattuto. La sua carriera calcistica, avviata nei club di Montevideo del Lito, del Rolando Moor e del Bella Vista, conobbe la svolta nel 1933, quando Nasazzi, già campione affermato, passò al Nacional (con cui aveva già militato per alcuni mesi nel 1925). Dei tricolores formò il baluardo difensivo insieme al brasiliano Domingos Da Guia, contribuendo alla conquista dei due titoli nazionali del 1933 e del 1934.
Nasazzi giocò inoltre ben 63 partite (di cui 39 ufficiali) con la nazionale uruguaiana. Con la maglia della Celeste vinse, tutti da capitano, due titoli olimpici (nel 1924 e nel 1928), quattro Campionati Sudamericani (l'equivalente dell'attuale Copa América; 1923, 1924, 1926 e 1935) e il titolo mondiale nel 1930, giocando da titolare e protagonista del primo Mondiale. Questi successi fanno di lui il calciatore con più titoli internazionali conseguiti con la propria nazionale (7), al pari dei connazionali Héctor Scarone e Ángel Romano.
Dopo il ritiro dall'attività agonistica divenne allenatore, guidando per tre anni, dal 1942 al 1945 anche la nazionale uruguaiana. Dopo la morte del Mariscal a seguito di un tumore all'esofago, il Club Atlético Bella Vista gli ha dedicato il proprio stadio, lo stadio José Nasazzi di Montevideo.

## Palmarès

### Giocatore

#### Club
- Campionato uruguaiano: 2

Nacional: 1933, 1934
- Divisional Intermedia de Fútbol de Uruguay: 1

Bella Vista: 1922

#### Nazionale
- Campionato mondiale: 1

Uruguay 1930
- Oro olimpico: 2

Parigi 1924, Amsterdam 1928
- Campeonato Sudamericano de Football: 4

1923, 1924, 1926, 1935
- Copa Lipton: 4

1923, 1924, 1927, 1929
- Copa Newton: 2

1929, 1930

#### Individuale
- Miglior giocatore del Campeonato Sudamericano de Football: 2 (record condiviso con Manuel Seoane, Enzo Francescoli e Lionel Messi)

Uruguay 1923, Perù 1935

### Videografia
- Federico Ferri, Federico Buffa, Storie Mondiali: Il grande Uruguay (1930), Sky Sport, 2014.